# Atletiek op de Olympische Zomerspelen 2008 - Discuswerpen mannen
Het discuswerpen voor mannen op de Olympische Spelen van 2008 in Peking werd als onderdeel van atletiek afgewerkt op 16 augustus (kwalificatieronde) en 19 augustus (finale) in het Nationale Stadion van Peking.
Als kwalificatie-eis gold 64,50 (A-limiet) en 62,50 (B-limiet).

## Medailles
| Goud   | Gerd Kanter       | EST | 68,82 |
| Zilver | Piotr Małachowski | POL | 67,82 |
| Brons  | Virgilijus Alekna | LTU | 67,79 |

## Records
Vóór de Olympische Spelen van 2008 in Peking waren het wereldrecord en olympisch record als volgt.
| Wereldrecord     | 74,08 m | Jürgen Schult     | GDR | Neubrandenburg | 6 juni 1986      |
| Olympisch record | 69,89 m | Virgilijus Alekna | LTU | Athene         | 23 augustus 2004 |

## Uitslagen
De volgende afkortingen worden gebruikt:
- Q Rechtstreeks gekwalificeerd voor de finale door een worp van minstens 64,50 m
- q Gekwalificeerd voor de finale door bij de beste 12 te eindigen
- PB Persoonlijke beste prestatie

### Kwalificatieronde
Groep A 16 augustus 2008 10:40

Groep B 16 augustus 2008 12:05

| Groep | Rang | Atleet                    | Nationaliteit | Resultaat | Extra |
| ----- | ---- | ------------------------- | ------------- | --------- | ----- |
| A     | 1    | Piotr Małachowski         | POL           | 65,94     | Q     |
| A     | 2    | Virgilijus Alekna         | LTU           | 65,84     | Q     |
| B     | 3    | Rutger Smith              | NED           | 65,65     | Q     |
| B     | 4    | Yennifer Frank Casañas    | ESP           | 64,99     | Q     |
| B     | 5    | Gerd Kanter               | EST           | 64,66     | Q     |
| A     | 6    | Bogdan Pishchalnikov      | RUS           | 64,60     | Q     |
| A     | 7    | Mario Pestano             | ESP           | 64,42     | q     |
| A     | 8    | Robert Harting            | GER           | 64,19     | q     |
| B     | 9    | Rashid Shafi Al-Dosari    | QAT           | 63,83     | q     |
| A     | 10   | Aleksander Tammert        | EST           | 63,10     | q     |
| A     | 11   | Róbert Fazekas            | HUN           | 62,64     | q     |
| B     | 12   | Frantz Kruger             | FIN           | 62,48     | q     |
| A     | 13   | Gábor Máté                | HUN           | 62,44     |       |
| B     | 14   | Märt Israel               | EST           | 61,98     |       |
| A     | 15   | Dzmitry Sivakou           | BLR           | 61,75     |       |
| A     | 16   | Michael Robertson         | USA           | 61,64     |       |
| B     | 17   | Ehsan Hadadi              | IRI           | 61,34     |       |
| B     | 18   | Gerhard meier             | AUT           | 61,32     |       |
| A     | 19   | Casey Malone              | USA           | 61,26     |       |
| B     | 20   | Ercüment Olgundeniz       | TUR           | 60,83     |       |
| B     | 21   | Zoltán Kövágó             | HUN           | 60,79     |       |
| B     | 22   | Vikas Gowda               | IND           | 60,69     |       |
| A     | 23   | Omar Ahmed El Ghazaly     | EGY           | 60,24     |       |
| A     | 24   | Oleksiy Semenov           | UKR           | 60,18     |       |
| B     | 25   | Ian Waltz                 | USA           | 60,02     |       |
| A     | 26   | Abbas Samimi              | IRI           | 59,92     |       |
| A     | 27   | Jorge Fernández           | CUB           | 59,60     |       |
| A     | 28   | Jan Marcell               | CZE           | 59,52     |       |
| B     | 29   | Jorge Balliengo           | ARG           | 58,82     |       |
| A     | 30   | Ben Harradine             | AUS           | 58,55     |       |
| B     | 31   | Niklas Arrhenius          | SWE           | 58,22     |       |
| B     | 32   | Hannes Kirchler           | ITA           | 56,44     |       |
| A     | 33   | Sultan Mubarak Al-Dawoodi | KSA           | 56,29     |       |
| A     | 34   | Vadim Hranovschi          | MDA           | 56,19     |       |
| B     | 35   | Haidar Nasser Shaheed     | IRQ           | 54,19     |       |
| B     | 36   | Eric Matthias             | IVB           | 53,11     |       |

### Finale
19 augustus 2008 21:00
| Rang   | Atleet                 | Nationaliteit | 1     | 2     | 3     | 4     | 5     | 6     | Afstand | Extra |
| ------ | ---------------------- | ------------- | ----- | ----- | ----- | ----- | ----- | ----- | ------- | ----- |
| Goud   | Gerd Kanter            | EST           | 63,44 | 66,38 | 62,75 | 68,82 |       | 65,98 | 68,82   | .     |
| Zilver | Piotr Małachowski      | POL           | 66,45 | 67,82 | 66,98 | 63,91 | 65,78 |       | 67,82   | .     |
| Brons  | Virgilijus Alekna      | LTU           |       | 65,77 | 64,42 | 67,79 |       | 67,18 | 67,79   | .     |
| 4      | Robert Harting         | GER           | 65,58 | 64,84 | 67,09 |       |       | 66,51 | 67,09   | .     |
| 5      | Yennifer Frank Casañas | ESP           | 59,54 | 62,16 | 64,46 | 64,11 | 64,97 | 66,49 | 66,49   | .     |
| 6      | Bogdan Pishchalnikov   | RUS           | 64,09 | 64,25 | 61,13 | 65,88 |       |       | 65,88   | (PB)  |
| 7      | Rutger Smith           | NED           | 64,61 | 65,31 | 64,36 | 64,25 |       | 65,39 | 65,39   | .     |
| 8      | Róbert Fazekas         | HUN           | 62,25 | 63,43 | 62,49 |       |       | 59,34 | 63,43   | .     |
| 9      | Mario Pestano          | ESP           | 60,46 | 62,84 | 63,42 |       |       |       | 63,42   | .     |
| 10     | Rashid Shafi Al-Dosari | QAT           | 59,62 |       | 62,55 |       |       |       | 62,55   | .     |
| 11     | Frantz Kruger          | FIN           | 61,98 | 61,80 | 60,71 |       |       |       | 61,98   | .     |
| 12     | Aleksander Tammert     | EST           |       | 61,32 | 61,38 |       |       |       | 61,38   | .     |